# Gedney (Royaume-Uni)
Gedney est une paroisse civile et un village du Lincolnshire, en Angleterre.